# Национальный суд по вопросам убежища
Национальный суд по вопросам убежища (фр. Cour nationale du droit d'asile, аббр. CNDA) — административный суд Франции.
CNDA принимает решения по апелляциям на постановления Французского ведомства по защите беженцев и лиц без гражданства (OFPRA) в сфере убежища.
Суд расположен по адресу 35 rue Cuvier, в Монтрёе, в Сен-Сен-Дени.

## Юрисдикция
CNDA уполномочен принимать решения:
- по апелляциям на решения OFPRA о предоставлении или отказе в предоставлении убежища, а также в отношении тех, кто отменяет или прекращает предоставление убежища;
- о пересмотре делопроизводства, если утверждается, что решение суда было результатом мошенничества;
- по апелляциям на решения, отклоняющие запрос о пересмотре дела (т.е. постановлять «повторно открыть» кейс).

В то же время CNDA не уполномочен рассматривать апелляции на следующие решения:
- отказ в допуске на территорию Франции для запроса убежища [1];
- отказ в регистрации ходатайства о предоставлении убежища [2];
- отказ OFPRA рассматривать ходатайство о предоставлении убежища, подпадающее под юрисдикцию другого государства-члена Европейского Союза[3];
- отказ в признании статуса лица без гражданства[4].

## Ход слушания
Истцы и OFPRA вызываются на открытое заседание (однако некоторые дела слушаются закрыто, если этого требует заявитель), в рамках которого рассматривается тринадцать дел. Рассмотрение каждого дела начинается с зачитывания докладчиком его отчета, который включает формулировку процедуры (начиная с запроса в OFPRA), аргументы лица, ищущего убежища, подкрепленные медицинскими справками, свидетельствами, вырезками из прессы и судебными документами, доказывающие существование преследований, аргументы OFPRA о необходимости отказа в предоставлении убежища, и анализ правдоподобности досье истца, включая геополитические элементы. Затем предоставляется слово просителю убежища, который, при необходимости при помощи переводчика, допрашивается членами состава суда. Представитель OFPRA, который редко присутствует на слушаниях, также может сделать замечания. Затем слово предоставляется адвокату для дальнейших наблюдений.
Слушания начинаются в 9 часов утра и заканчиваются в конце дня перерывом на обед около часа.

## Принятие решения
Трое судей проводят закрытые заседания для обсуждения и вынесения решений. Решение принимается либо консенсусом, либо большинством в два из трех голосов. Это правило большинства не прописано в законе, но де-факто действует как единственно возможный способ принятия решения в присутствии трех человек, каждый из которых озвучивает свое мнение по каждому заявлению о предоставлении убежища. Продолжительность обсуждения каждого дела относительно короткая, порядка 20-40 минут. Заявления отсутствующих истцов отклоняются практически систематически после обсуждения в течение от 1 до 5 минут.

## Статистика удовлетворения апелляций
Процент отмененных решений OFPRA в 2006 году составил 15% (15% в 2005 году, 13% в 2004 году). Этот показатель сильно разнится в зависимости от национальности заявителей: 1% для китайцев, 5,4% для молдаван, 8% для алжирцев, 10% для турок (первая национальность по числу заявителей в CNDA, 2855 обращений в 2006), 27% для граждан государств бывшей Югославии и более 32% для граждан России, включая чеченцев.